# Anamera similis
Anamera similis là một loài bọ cánh cứng trong họ Cerambycidae.